# 戴维·麦克莱恩·黑尔
戴维·麦克莱恩·黑尔（英語：David Maclain Hale，1961年—）是一位美国外交官，曾任美國國務院政務國務次卿，现为伍德羅·威爾遜國際學者中心研究员。